# Maximilian Wanner
Maximilian „Max“ Wanner (* 13. September 1855 in Thalfingen; † 8. Juli 1933 in Augsburg) war ein deutscher Architekt.

## Leben
Wanner besuchte die Real- und Industrieschule in Augsburg. Nach einem Einjährigen-Freiwilligen-Dienst ebenda studierte er von 1879 bis 1881 Architektur an der TH Karlsruhe und wurde 1879 Mitglied der Burschenschaft Teutonia. 1894 wurde er Ehrenbursch der Burschenschaft Stauffia München.
Von 1881 bis 1888 war er als Architekt in Magdeburg, Berlin und Schweidnitz tätig. Danach eröffnete er ein eigenes Architekturbüro mit Albert Jack in Augsburg. Beiden gelang es, sich oft gegen die Vorherrschaft der Münchner Architekturbüros durchzusetzen.
Wanner nahm als Freiwilliger am Ersten Weltkrieg teil.
1889 wurde er Mitglied des Historischen Vereins für Schwaben und für Neuburg. Er war 1916 Mitglied des Ausschusses, von 1927 bis 1931 zweiter Vorsitzender und 1931 Ehrenmitglied. Wanner war ein bekannter Zinnsammler, dessen Sammlung das Maximilianmuseum in Augsburg übernahm.

## Werke (Auswahl)

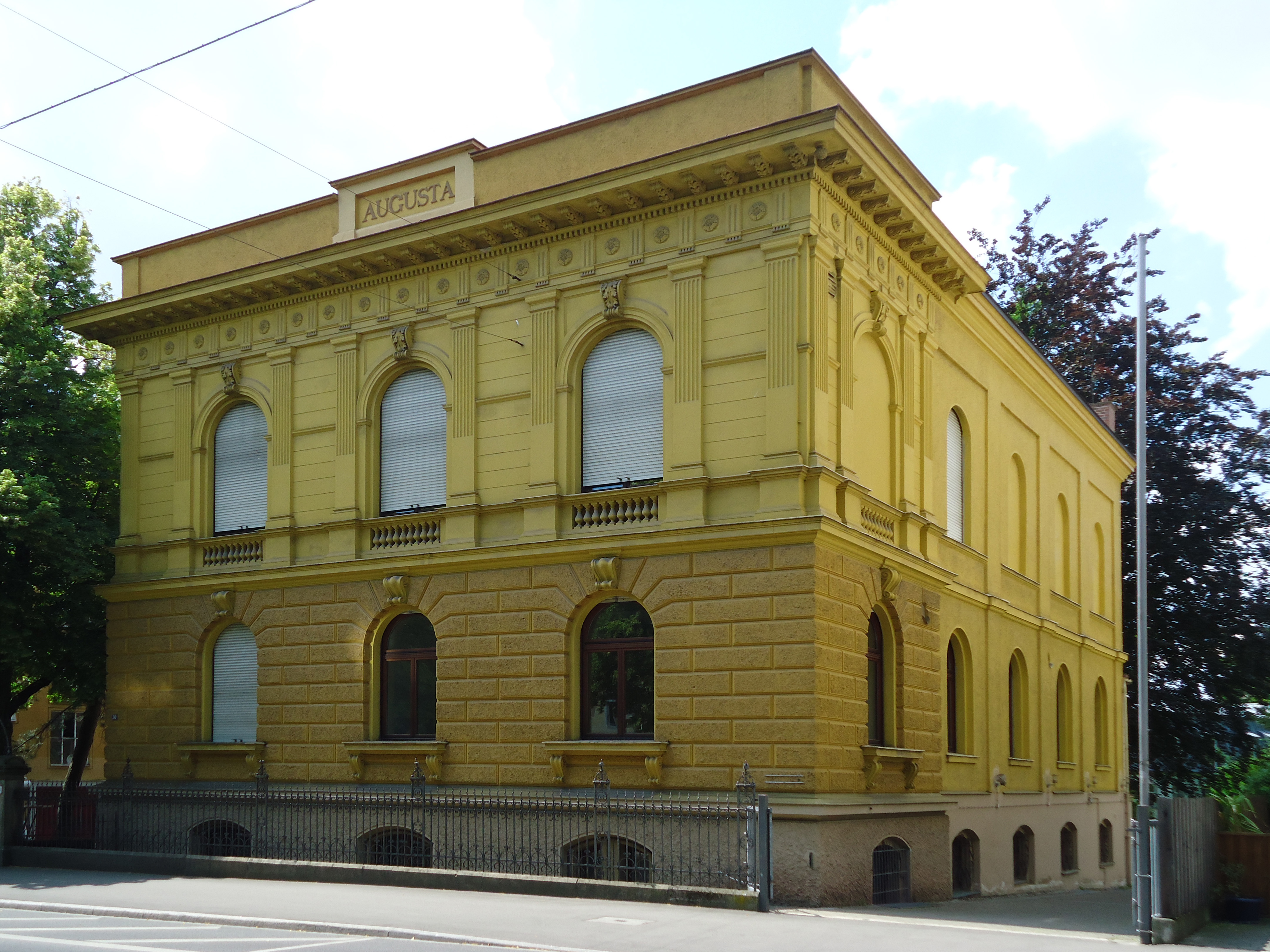
Schießgrabenstraße 30 in Augsburg

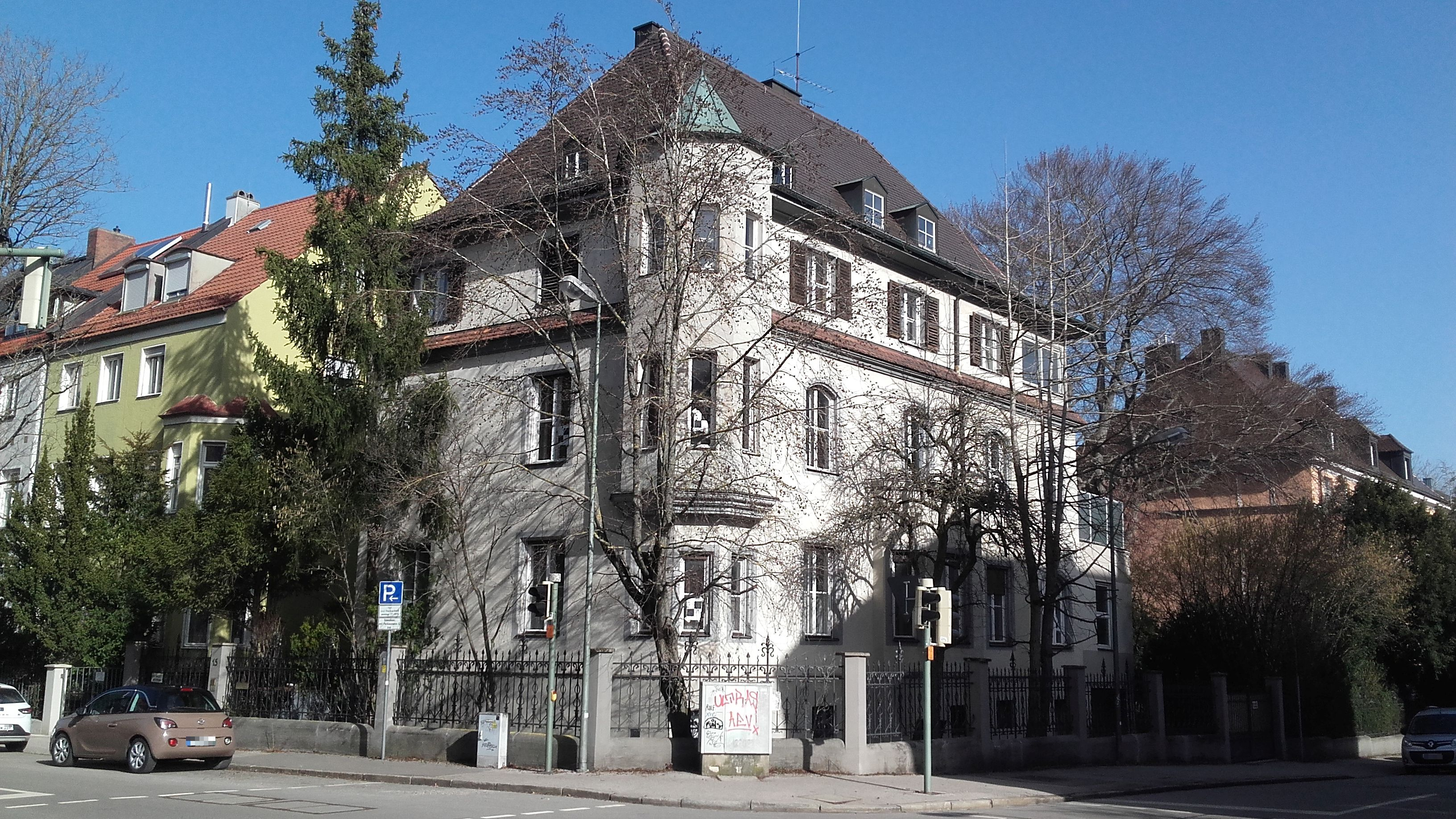
Hochfeldstraße 15 in Augsburg

- Logenhaus Villa Augusta, Schießgrabenstraße 30 in Augsburg (1896/1897)
- Wohn- und Geschäftshaus, Heilig-Kreuz-Straße 4 in Augsburg (1898/1899)
- Mehrgeschossiger Eckbau, Schießgrabenstraße 24 in Augsburg (1899)
- Beteiligung an der Blockbebauung des Ensembles Beethovenstraße in Augsburg (nach 1900)
- Einfamilienhaus, Frohsinnstraße 3 in Augsburg (1901)
- Wohnhaus (sog. Dieselvilla), Hochfeldstraße 15 in Augsburg (1902)[1]
- Bismarckturm bei Steppach, nach Plänen von Wilhelm Kreis (1904/05)
- Haus des Kunstvereins, Hallstraße in Augsburg (1906/1907, im Zweiten Weltkrieg zerstört)
- Wohn- und Geschäftshaus, Bürgermeister-Fischer-Straße 4 in Augsburg (1910)